# Palaeoriohelmis
Palaeoriohelmis é um género extinto de escaravelho aquático da família Dryopidae, descrito por Bollow em 1940, incluindo a espécie única Palaeoriohelmis samlandica, Bollow 1940.